# Хамез Яшарі
Хамез Яшарі (алб. Hamëz Jashari; нар. 1950, Преказ — пом. березень 1998, Преказ) — косовський албанський партизан, брат Адема Яшарі. Він також був одним із командирів Армії визволення Косова (АВК). Разом зі своїм братом Адемом він брав участь у Косовській війні.
30 грудня 1991 року, коли брати були вдома у Преказі, сербська поліція оточила їх і спробувала заарештувати. Двом братам вдалося втекти неушкодженими.
Пізніше Адем і Хамез почали напади на югославську поліцію, яка дискримінувала албанське населення в Косові.
Нарешті, 5 березня 1998 року, Преказ був атакований югославськими танками, артилерією й ополченням. Адем і Хамез Яшарі та приблизно 60 членів їхньої родини були вбиті, вижила лише 11-річна дочка Хамеза, Бесарта.